# Ceràmics de cocció conjunta

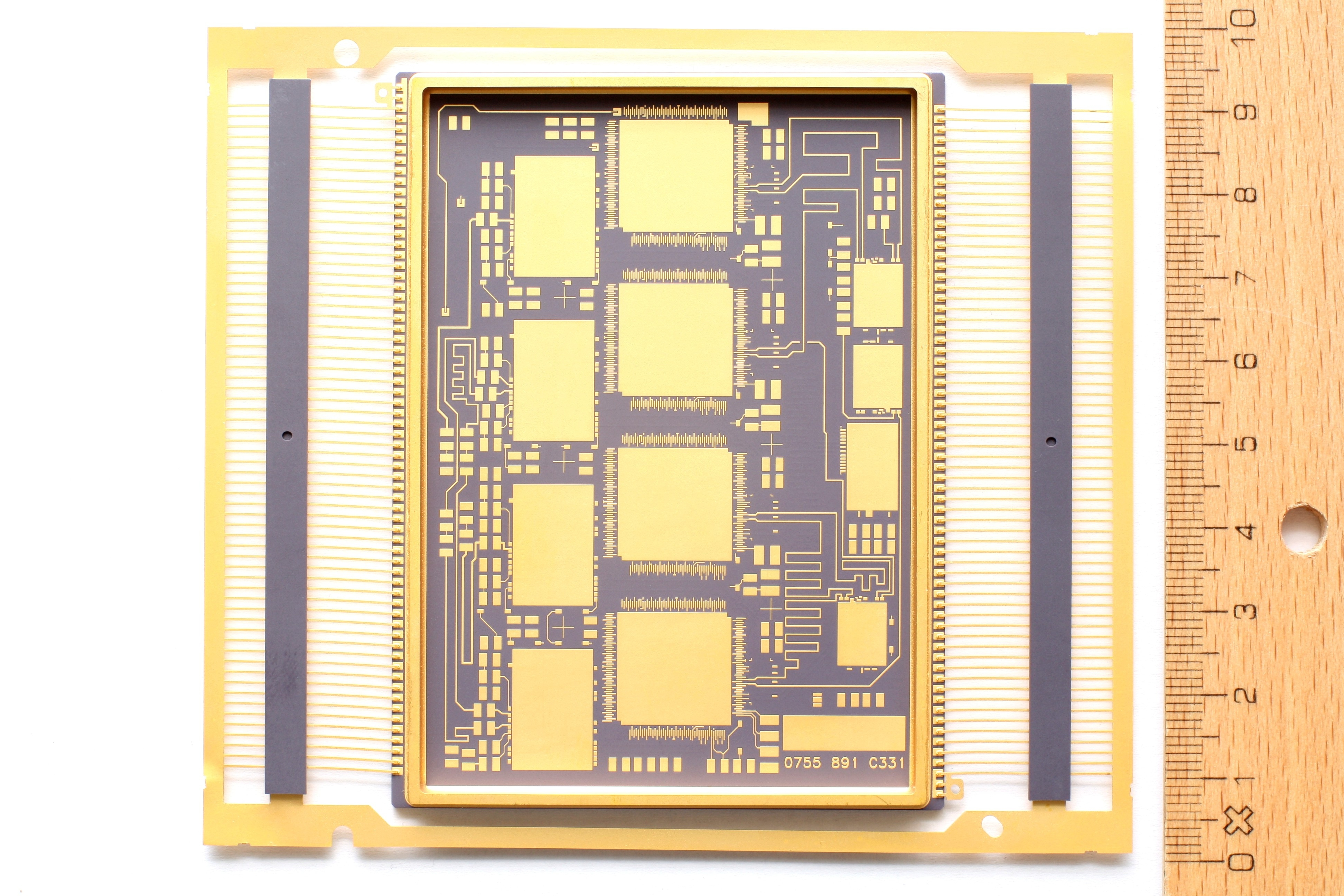
Implementació realde ceràmics de cocció conjunta.

Els dispositius ceràmics de cocció conjunta són dispositius microelectrònics de ceràmica monolítics on tota l'estructura de suport de ceràmica i qualsevol material conductor, resistiu i dielèctric es cou en un forn al mateix temps. Els dispositius típics inclouen condensadors, inductors, resistències, transformadors i circuits híbrids. La tecnologia també s'utilitza per al muntatge i embalatge robust de components electrònics d'encapsulat multicapa a la indústria electrònica, com ara l'electrònica militar, MEMS, microprocessador i aplicacions de RF.
Els dispositius ceràmics de cocció conjunta es fabriquen mitjançant un enfocament multicapa. El material de partida són cintes verdes compostes, que consisteixen en partícules ceràmiques barrejades amb aglutinants de polímer. Les cintes són flexibles i es poden mecanitzar, per exemple, mitjançant el tall, el fresat, el punxonat i el relleu. Es poden afegir estructures metàl·liques a les capes, normalment utilitzant farciment i serigrafia. Aleshores, les cintes individuals s'uneixen entre si en un procediment de laminació abans que els dispositius s'encendin en un forn, on la part de polímer de la cinta es crema i les partícules de ceràmica s'integren juntes, formant un component ceràmic dur i dens.
La co-cocció es pot dividir en aplicacions de baixa temperatura (LTCC) i d'alta temperatura (HTCC): la temperatura baixa significa que la temperatura de sinterització és inferior a 1,000 °C (1,830 °F), mentre que la temperatura alta és d'uns 1,600 °C (2,910 °F). La temperatura de sinterització més baixa dels materials LTCC és possible gràcies a l'addició d'una fase vidriada a la ceràmica, que redueix la seva temperatura de fusió.
A causa d'un enfocament multicapa basat en làmines de vitroceràmica, aquesta tecnologia ofereix la possibilitat d'integrar en el cos LTCC components elèctrics passius i línies conductores que normalment es fabriquen amb tecnologia de pel·lícula gruixuda. Això difereix de la fabricació de dispositius semiconductors, on les capes es processen en sèrie i cada nova capa es fabrica a sobre de les capes anteriors.